# Regina (colubrina)

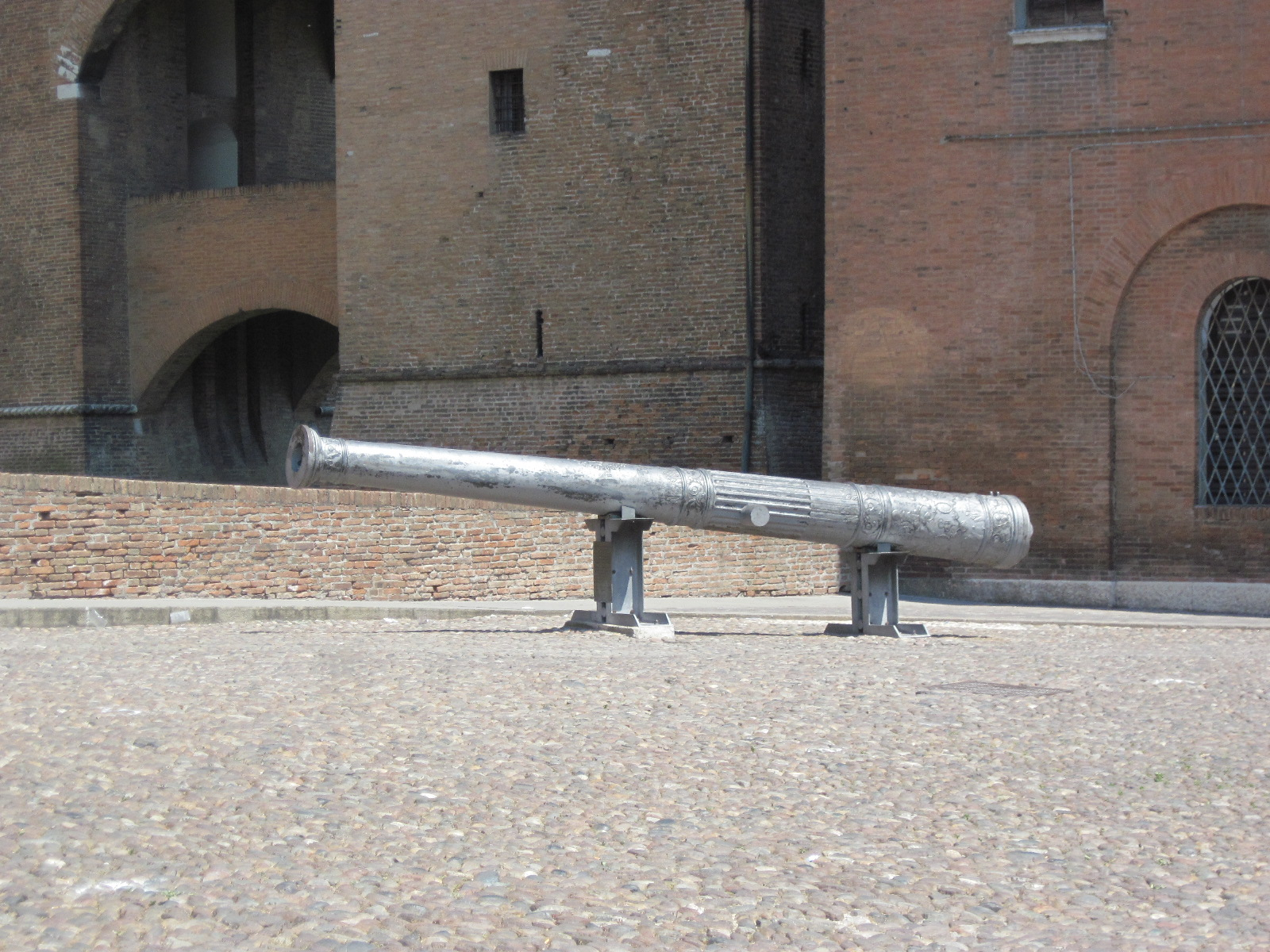
La Regina

La Regina è una copia fedele ed a grandezza naturale dell'antica colubrina, pesante oltre sette tonnellate, realizzata nel 1556 da Annibale Borgognoni per il signore di Ferrara, il duca Ercole II d'Este, esposta nella piazza Castello di Ferrara.

## Storia

### Fusione
La colubrina detta La Regina, venne fusa nel 1556 per il duca Ercole II d'Este da Annibale Borgognoni, uno dei più importanti costruttori di pezzi di artiglieria degli Estensi. Nel Museo storico nazionale dell'artiglieria di Torino si conserva un'incisione della colubrina rinvenuta a Villa d'Este a Varese nel 1766  dove è descritta come la più bella artiglieria fabbricata in Italia nel XVI secolo.

### Trasferimento a Modena
Dopo il trasferimento della corte a Modena in seguito alla devoluzione di Ferrara nel 1598 le artiglierie ancora efficienti vennero in parte trasferite in quella città ed in parte rimasero a Ferrara, entrando a far parte delle proprietà del papa. La Regina venne assegnata a Cesare d'Este e quindi fu spostata a Modena. L'ultima volta che la Regina ufficialmente ebbe modo di mostrarsi fu in occasione della visita, a Modena, di un fonditore di cannoni francese, invitato dal duca Francesco III.

### Distruzione
Una fonte racconta poi di come finì quell'opera d'arte unica, e definisce tale circostanza vandalismo, assimilabile soltanto a quanto avvenne a Roma durante il medioevo, quando si distrussero monumenti in marmo per ricavarne calce da costruzione.

### Caratteristiche della colubrina
Fu un'arma da fuoco pesante per il periodo, e fu un simbolo della grandezza militare della casata estense. Si componeva di tre parti, tutte a forma di tronco di cono, saldate tra loro:
- il corpo.
- la pezza.
- la volata.

Ogni singolo tronco era artisticamente ornato, ed ognuno era attraversato dall'anima perfettamente cilindrica. Era in grado di lanciare un proiettile di circa 35 chilogrammi ad oltre 4 chilometri di distanza.
Le palle di cannone potevano contenere esplosivo, e questo rendeva temibile quell'arma.
Il suo nome si deve al fatto che sulla gioia della bocca aveva un ornamento simile ad una corona a cinque punte. Tale corona non aveva solo scopo ornamentale, ma uno degli spazi nel corpo della corona era funzionale alle operazioni di puntamento, e tale innovazione tecnologica fu in seguito adottata anche, ad esempio, dalle artiglierie piemontesi quasi tre secoli più tardi.
La culatta riproduceva un'allegoria di Ercole II, cioè una figura umana che esce da una caverna e si appoggia su una superficie con molte teste, e sulle spalle un castello. L'anello esterno, nella sua parte superiore, riportava, come in molte altre artiglierie del Borgognoni, la firma dell'autore: "ANIBAL. BORGOGNON. F".

## Storia della copia in piazza Castello
La colubrina visibile in piazza Castello, attrazione per molti turisti, è una copia dell'antica bocca da fuoco ed un omaggio reso alla cittadinanza negli anni ottanta dall'Unione Industriali di Ferrara, per celebrare il quarto centenario del Castello Estense, nel 1985. Una vista particolare della Regina si può avere percorrendo la vicina e sopraelevata Via Coperta.
A Ferrara, nel periodo autunnale, nell'ambito del “premio Estense”, viene assegnato il premio “Gianni Granzotto”, e questo è costituito proprio dalla riproduzione della colubrina, “La Regina”, in argento.
Nel 2010 il pezzo di artiglieria è stato oggetto di un atto vandalico. Durante una notte nel mese di aprile era stata rubata la corona. Nel maggio del 2017 questo pezzo è stato recuperato e successivamente ricollocato nella sua posizione originale.